# Michel Bonnevie
Michel Bonnevie (Chaville, 19 november 1921 – 10 september 2018) was een Frans basketballer. Hij won met het Frans basketbalteam de zilveren medaille bij de Olympische Spelen van 1948 in Londen. In de finale was Amerika met 65-21 te sterk voor de ploeg die onder leiding stond van bondscoach Robert Busnel. 
Bonnevie werd 96 jaar oud.